# Episodi di Alert: Missing Persons Unit
La prima stagione della serie televisiva Alert: Missing Persons Unit, composta da 10 episodi, è stata trasmessa sul canale statunitense Fox dall'8 gennaio al 27 febbraio 2023, mentre in Italia è andata in onda in prima visione assoluta su Rai 4 dall'8 gennaio 2025 al 5 febbraio 2025
| nº | Titolo      | Prima TV USA     | Prima TV Italia |
| -- | ----------- | ---------------- | --------------- |
| 1  | Chloe       | 8 gennaio 2023   | 8 gennaio 2025  |
| 2  | Hugo        | 9 gennaio 2023   | 8 gennaio 2025  |
| 3  | Zoey        | 16 gennaio 2023  | 15 gennaio 2025 |
| 4  | Andy        | 23 gennaio 2023  | 15 gennaio 2025 |
| 5  | Miguel      | 30 gennaio 2023  | 22 gennaio 2025 |
| 6  | Tim and Amy | 6 febbraio 2023  | 22 gennaio 2025 |
| 7  | Shannon     | 13 febbraio 2023 | 29 gennaio 2025 |
| 8  | Craig       | 20 febbraio 2023 | 29 gennaio 2025 |
| 9  | Briana      | 27 febbraio 2023 | 5 febbraio 2025 |
| 10 | Max         | 27 febbraio 2023 | 5 febbraio 2025 |